# Lavaca
Lavaca is een plaats (city) in de Amerikaanse staat Arkansas, en valt bestuurlijk gezien onder Sebastian County.

## Demografie
Bij de volkstelling in 2000 werd het aantal inwoners vastgesteld op 1825.
In 2006 is het aantal inwoners door het United States Census Bureau geschat op 2128, een stijging van 303 (16,6%).

## Geografie
Volgens het United States Census Bureau beslaat de plaats een oppervlakte van
5,6 km², geheel bestaande uit land. Lavaca ligt op ongeveer 129 m boven zeeniveau.

## Plaatsen in de nabije omgeving
De onderstaande figuur toont nabijgelegen plaatsen in een straal van 24 km rond Lavaca.